# Steinbach (Bad Lausick)
Steinbach ist ein Ortsteil von Bad Lausick im Landkreis Leipzig im Freistaat Sachsen. Er wurde am 1. Januar 1999 eingemeindet und bildet seitdem die Ortschaft Steinbach mit den Ortsteilen Steinbach, Beucha, Kleinbeucha und Stockheim.

## Geographie

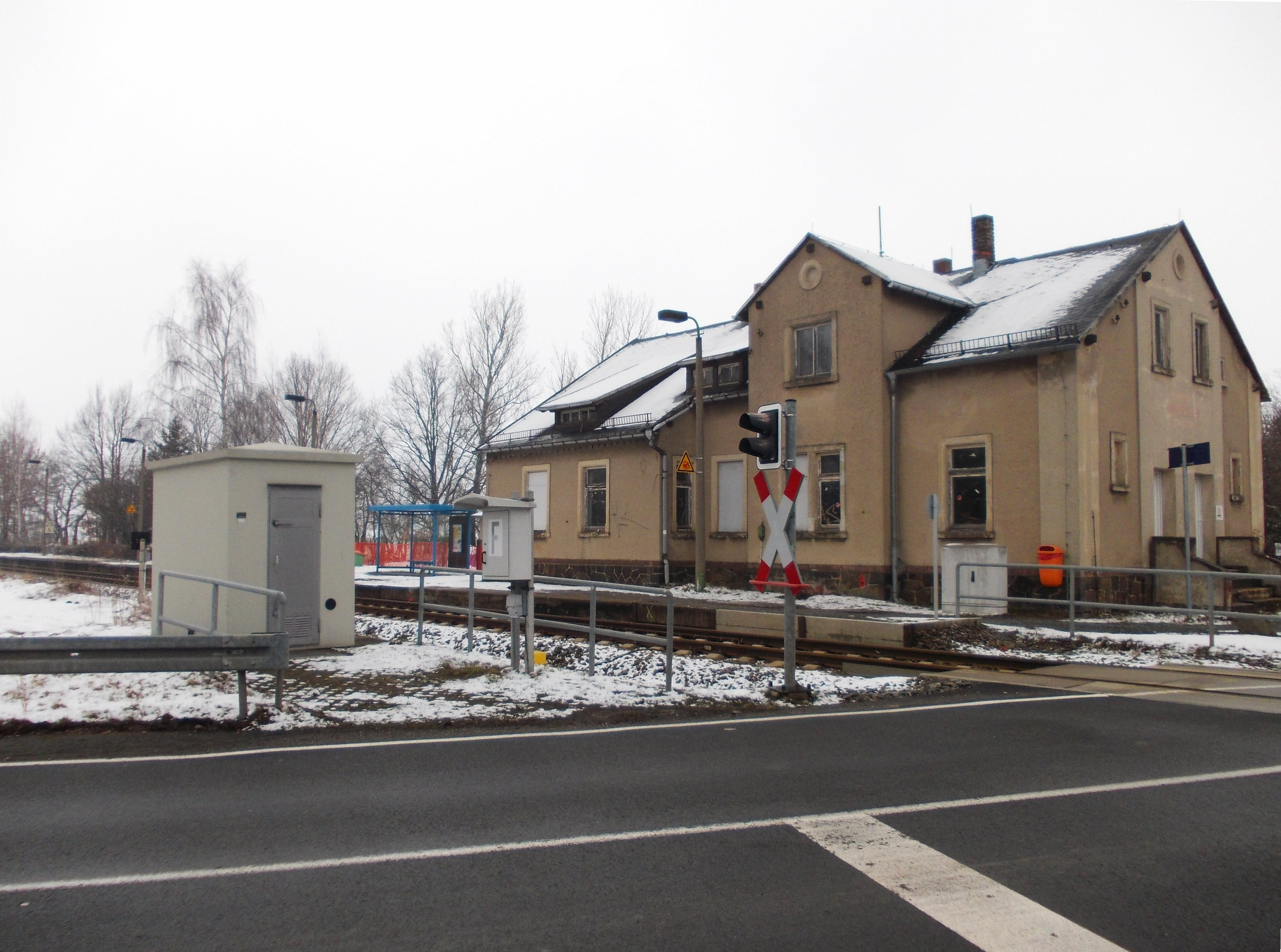
Haltepunkt Lauterbach-Steinbach (2013)

### Geographische Lage und Verkehr
Die Ortschaft Steinbach mit ihren vier Ortsteilen liegt nordwestlich von Bad Lausick. Der den mittleren Teil der Ortschaft bildende Ortsteil Steinbach liegt am Jordanbach. Südwestlich von Steinbach liegt Beucha an der Eula und Kleinbeucha am Ilsenbach, welcher über den Jordanbach in die Eula entwässert. Stockheim liegt nördlich von Steinbach am Göselbach.
Östlich von Steinbach verläuft die Bahnstrecke Leipzig–Geithain, an welcher Steinbach gemeinsam mit dem Nachbarort Lauterbach mit dem Haltepunkt Lauterbach-Steinbach eine Bahnstation besitzt.

### Nachbarorte
| Hainichen mit Apelt     | Stockheim                                   | Großbuch   |
| Kitzscher mit Lindhardt | Kompassrose, die auf Nachbargemeinden zeigt | Lauterbach |
| Beucha mit Kleinbeucha  | Wüstungsstein                               |            |

### Nahverkehr
Im öffentlichen Nahverkehr ist Steinbach über die Haltestelle Steinbach, Wartehalle mit folgenden Linien erreichbar:
- TaktBus 277 (THÜSAC): Bad Lausick – Lauterbach – Steinbach – Beucha – Kitzscher
- Bus 617 (RBL): Kitzscher – Steinbach – Otterwisch – Großbardau – Grimma

## Geschichte

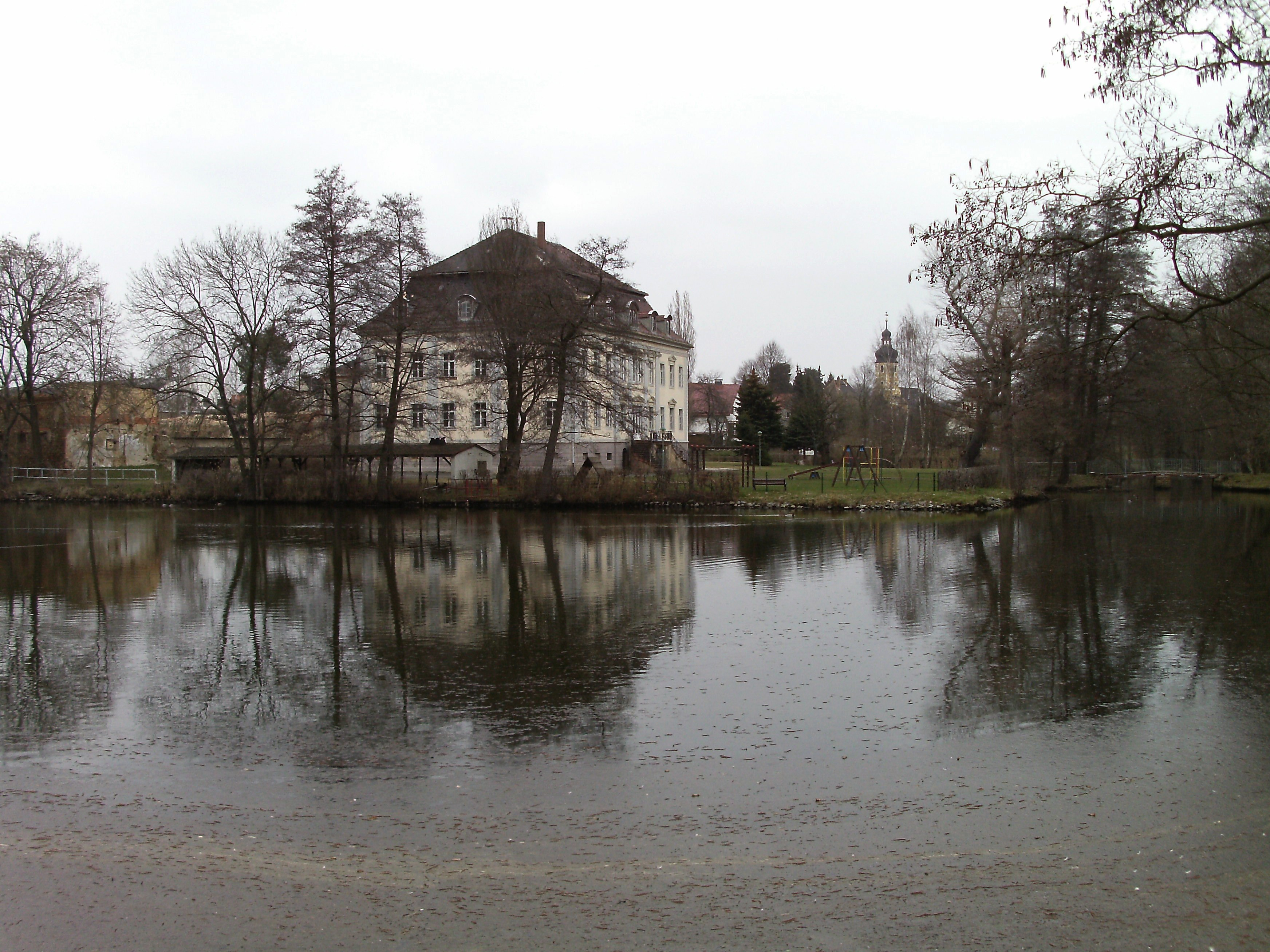
Schloss und (im Hintergrund) Kirche

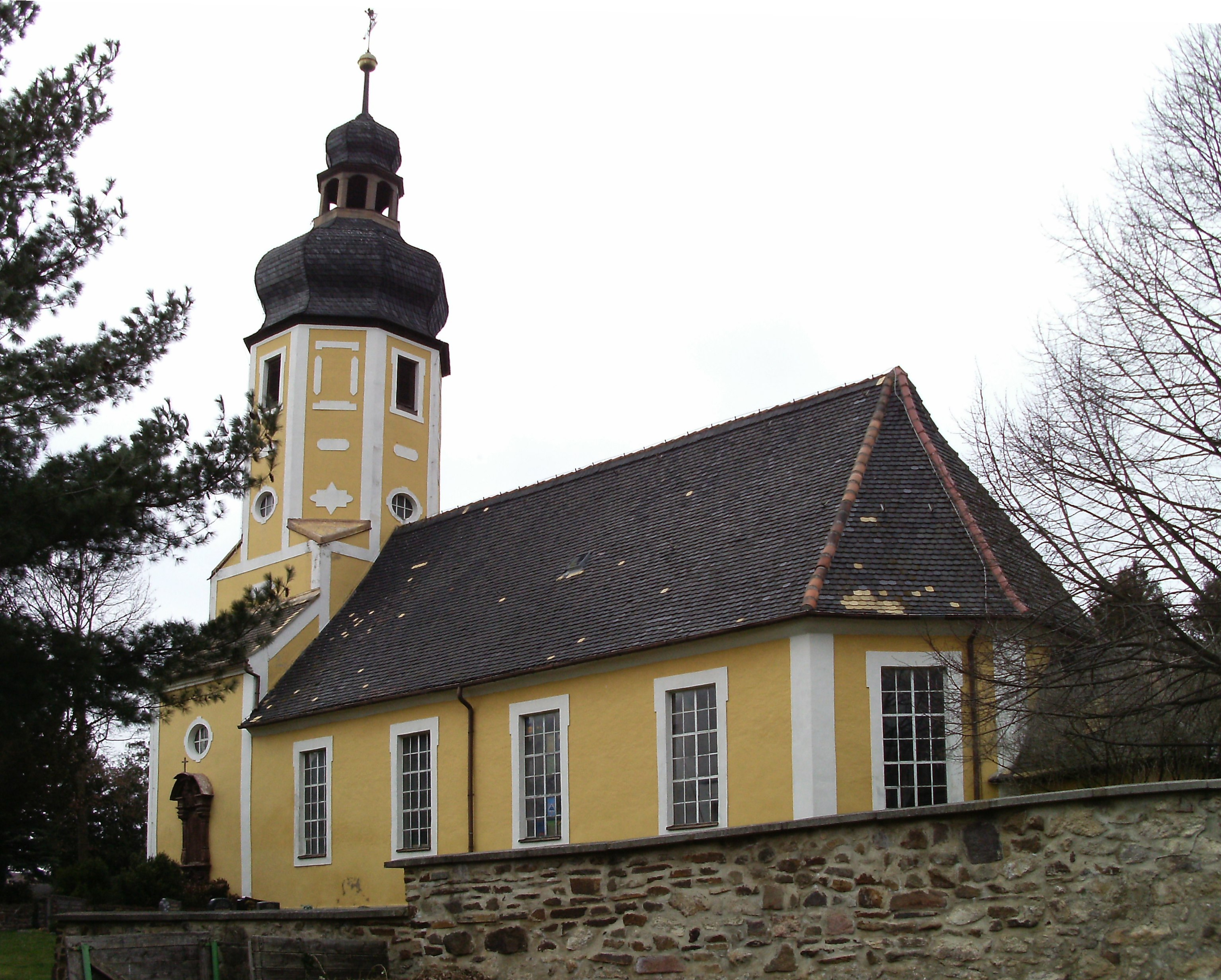
Steinbach, Kirche

Das Platzdorf Steinbach fand erstmals im Jahr 1168 Erwähnung in Verbindung mit einer Wasserburg und dem darauf aufbauenden, ab 1548 erwähnten Rittergut. Der Jordanbach prägte entscheidend die Siedlungsanlage. Rittergut, Kirche und Dorf entwickelten sich als Gassen- und Zeilengruppendorf. In katholischen Zeiten gehörte Steinbach zum Bistum Merseburg. Um 1204 war Steinbach eine Grangie der Zisterzienserabtei Pforta, ab dem 16. Jahrhundert gehörte der Ort zur Grundherrschaft des Ritterguts Steinbach.
Im Jahr 1445 war im Steinbach ein Rittersitz mit zwei Vorwerken verzeichnet und 1540 wird Hans von Holleuffer als Besitzer genannt. Später folgen die Familien von Weißbach, aus dem Winckel und 1608 Hans Georg von Zehmen. Er heiratete 1614 Anna Margarethe von Kitzscher. Seit 1619 gehörte das Vorwerk Lindhardt zum Rittergut Steinbach. Der Dreißigjährige Krieg brachte Hans Georg von Zehmen viele Drangsale und Plünderungen. Über zwanzigmal musste er von Habe und Gütern fliehen. Er hatte 17 Kinder. Die beiden letzten Besitzer von Rittergut Steinbach aus der Familie von Zehmen waren 1668 Sigismund von Zehmen bzw. 1690 seine Tochter Magdalene von Kötteritz, geb. von Zehmen. Ihr Gemahl war der Domherr zu Merseburg bzw. Kurf. Geheime Rat und Vizekanzler Wolff Siegfried von Kötteritz. Um 1715 ließ er das Schloss erbauen und 1717 entstand der Kirchenneubau anlässlich des 200-jährigen Jubiläums der Reformation. Unter seinem Patronat ließ er auf eigene Kosten die Kirche in ihrer heutigen barocken Gestalt entstehen. Weitere Besitzer des Ritterguts waren 1719 Christoph Friedrich von Pflugk (als Kirchenpatron veranlasste er die Anbringung der fein gestalteten Stuckdecke in der Kirche), von 1754 bis 1844 die Familie Baumann und 1891 bis zur Enteignung 1945 Alexander Pagenstecher († 1928) und seine Erben. Das Rittergut wurde um 1850 um ein Verwalter- bzw. Torhaus erweitert.
Steinbach und das Vorwerk Lindhardt lagen bis 1856 im kursächsischen bzw. königlich-sächsischen Amt Borna. Ab 1856 gehörten sie zum Gerichtsamt Lausick und ab 1875 zur Amtshauptmannschaft Borna. Im Jahr 1886 erfolgte die Trennung der Siedlung Lindhardt von Steinbach und dessen Angliederung an Kitzscher. Dies geschah vermutlich im Zusammenhang des im gleichen Jahr erfolgten Kaufs des Vorwerks durch die Familie von Arnim, welche das Schloss Kitzscher besaßen. Mit der Haltestelle Lauterbach-Steinbach an der Bahnstrecke Leipzig–Geithain, die sich am Nordwestrand des Nachbarorts Lauterbach befindet, erhielt Steinbach am
2. Mai 1887 Eisenbahnanschluss. Die Familie Pagenstecher, die letzten Besitzer des Ritterguts Steinbach, wurden im Zuge der Bodenreform in der Sowjetischen Besatzungszone ab 1945 enteignet. Das Schloss diente nach 1945 als Schule, später auch als Gemeindeamt.
Das heutige Dorf Steinbach entstand zu einem nicht unwesentlichen Teil im Verlauf der Siedlungspolitik im Revier des Tagebaus Espenhain, der zwischen 1937 und 1997 in Betrieb war. Steinbach gehörte seit 1952 zum Kreis Borna im Bezirk Leipzig. Am 1. Januar 1967 schlossen sich Steinbach und Beucha zu Steinbach-Beucha zusammen. Dieses schloss sich wiederum am 1. Oktober 1972 mit Stockheim zu einer Gemeinde mit dem Namen „Steinbach“ zusammen. Seit 1990 gehörte die Gemeinde Steinbach zum sächsischen Landkreis Borna. Nach 1990 ist die Land- und Forstwirtschaft gegenüber anderen Wirtschaftszweigen als prägend für den Ort erhalten geblieben. Bei der ersten sächsischen Kreisreform im Jahr 1994 war die Gemeinde Steinbach der einzige Ort des Landkreises Borna, der nicht zum Landkreis Leipziger Land, sondern zum Muldentalkreis kam. Am 1. Januar 1999 folgte die Eingemeindung nach Bad Lausick. Die Ortschaft Steinbach mit Beucha, Kleinbeucha und Stockheim besitzt einen Ortschaftsrat. Während das Schloss Steinbach heute in einem guten baulichen Zustand ist und teilweise durch das Dorfgemeindeamt genutzt wird, befinden sich das 2006 eingestürzte Torhaus und die Wirtschaftsgebäude in einem desolaten Zustand.